# 四八（仮）
『四八（仮）』（しじゅうはち かっこかり、SHIJU HACHI）は、2007年11月22日にバンプレストより発売されたアドベンチャーゲーム(ADV)。開発はアルカディア・プロジェクトとシャノン。

## 概要
全国47都道府県を題材としたホラーアドベンチャーゲーム。実際に全国各地でロケーションを敢行し、得た資料を元に作られた地域色豊かな怪談を読み進めていく。多彩にリンクしあうシナリオがセールスポイントである。一応はADVの区分けであるが、パズルやRPGの要素も含み、制作サイドも具体的なジャンル分けは避けている。
基本的には飯島多紀哉の『学校であった怖い話』に倣い、『実写』を採用した作品である。一部ではCGを使用したり、音声のみのシナリオが存在したりする。また、上記作品がPlayStationに移植された際に、グラフィックが小奇麗になり過ぎ、ホラー的魅力が半減したのを反省点としたため、画質レベルは基本的に落とされている。
飯島がシナリオを務める『アパシー・シリーズ』と直接の関連はないが、『学校であった怖い話』に登場した語り部たちや主人公が千葉県シナリオ他、全国シナリオにて登場する。ただし、システムは大きく異なっており、選択肢も予測不能なランダム選択を全面に押し出したものになっている。また、本作は、ホラーを全面的に押し出したシナリオのみで構成されているわけではない。各シナリオは長さの差が激しく、中には2 - 3分程度で終わるものもある。
タイトルに関しては（仮）を付けたものが正式名称である。これはこのゲームソフト自体がサンプル品であるとの舞台設定をプレイヤーにより一層印象付けるためであり、パッケージもそれに準じたデザインとなっている。
開発当初はコンテンツディスクリプターアイコン総取り予定と銘打たれたが、実際のアイコン数は恐怖と暴力の2つのみである。

## ゲーム内容

### システム
契力
県の開放、シナリオ開封、住民の状態変更などの行動をする度に減ってゆくポイント。ミニゲームを好成績でクリアしたり、シナリオを最後まで読み終えたりすると増やすことができる。
県の開放
序盤で選択するプレイヤーの出身県以外のシナリオは、「契力」を使用して県の開放をしないと読むことができない。
シナリオの開封
それぞれに設定された必要契力を使用してシナリオを読むことができる。県の開放とは違い、一度読んだシナリオでも開封する毎に契力が消費される。

### シナリオ
全国47都道府県を舞台としたシナリオは民間伝承や都市伝説を元にしたものであり、多種多様。ただし、その中には山口県シナリオなどわずか数分で終了するミニシナリオもある。また、舞台となった地域とは全く無関係の都市伝説も、宮城県シナリオなど多数含まれている。都道府県数より一つ多い「四八（仮）」というタイトル通り登場する最後のシナリオは、本作の要となっている。
発売後のインタビュー記事において飯島は「シナリオの規模が大きすぎて、納期を守ろうとすると、すべてのスクリプトを制作しきれない状況でした」と当初の予定よりシナリオを大幅に削減したことを明かしている。当初3つあるはずだったシナリオルートが1つに削られたり、裏設定を明らかにするはずだった10本の隠しシナリオが全て削除されるなどで「当初自分が望んでいた形とは、ちょっと違ったものになったのは確かですね」とコメントしている。
一部シナリオ（プロット）は著名なホラー作家が本人出演の上で書き下ろし、もしくは原案として協力したものである。内訳は以下の通り。
- 伊藤潤二
- 稲川淳二
- 筒井康隆

- つのだじろう
- 水木しげる
- 木原浩勝

- 週刊ファミ通/月刊ファミ通PS+編集部

役者や講談師、野川さくらや井ノ上奈々、麦人といった声優も参加した。

### バグ
本作ではバグが存在する。特にゲーム進行が難しくなるバグは二通りでフリーズと画面上にできる白い枠である。バンプレストは平成19年12月3日付けで「四八（仮）操作上のご注意とお詫び」を公式サイトに掲載した。
なお、考えられる限りの条件を満たしても東京都のみがグリーンにならない（クリアしたことにならない）という現象は「バグではなく仕様」である旨が攻略本で説明されている。
これらのバグについて飯島は、「僕は、開発作業はおろか、デバッグにも参加していない」「頑張ってくれた開発会社さんに迷惑をかけるわけにもいかないので、（自分への批判の声に）あえて何も言わないように努めました」とコメントしている。

## ストーリー
ある日突然、プレイヤーである「あなた」に1本の電話が入った。
「新作ゲームのサンプルが当選したので、あなたのことを教えてください」という電話の向こうの相手に、名前、血液型、誕生日…果ては家族構成まで教えてしまう「あなた」。
しばらく経って届いた「四八（仮）」というタイトルのゲームソフト。そのゲームを起動したときから、「あなた」の周りで奇妙なことが起き始める。

### 都道府県別ストーリー
北海道
百段階段
主な登場人物：江藤朋子・塩原恵美・笹倉真央・厠田小百合
江藤朋子が主人公のストーリー。

青森県
キリストの墓
主な登場人物：木村篤敏・比良野風助・佐々木靖吉・佐々木キヨ
月刊心霊マニアの編集者・木村篤敏が主人公のストーリー。

秋田県
旅の思い出
主な登場人物：佐竹孝昭
秋田の能代の家でおじさんから旅の心霊写真を見せられる。

岩手県
生き埋め
主な登場人物：目黒百合子
洞窟の入り口が崩れ、東西南北の選択肢から始まる。東西南北の選択肢を繰り返し、脱出を図る。

山形県
人面魚
主な登場人物：唐沢伸江・繁野碧・縄枝萌実・佐藤康文・青山瞬・三橋優一・加賀美慶介・藤田錐香・神林成昌・那須留美子・早中徹平
地図より各地方の人物より話を聞き、シナリオを進めていく。

宮城県
ダンボール
主な登場人物：江藤純一・中村大吉・幸田千賀子・宗方雅之
ストーリーが次々と変わるのが特徴。しかしダンボールの中身が明かされることは無い。

福島県
安達が原ふるさと村
主な登場人物：柿本秀治・木村篤敏
村長の柿本秀治の語りで、安達が原の鬼婆伝説の話。

栃木県
殺生石
主な登場人物：森井幸雄・木村篤敏
森井幸雄の話。

茨城県
雛祭り
主な登場人物：西条しおり・西条静江・岸川雛乃・岸川陽子
中学生の西条しおりが主人公のストーリー。

群馬県
分福茶釜
主な登場人物：多田羅善兵衛
多田羅善兵衛の語り。

埼玉県
棚婆・黒百合総合病院・死体洗いのアルバイト・限界への挑戦
主な登場人物
棚婆 - 笹倉真央・塩原恵美・厠田小百合・岩下明美
黒百合総合病院 - 竹林玲奈・小日向修・木場麻奈美・津蛾亀人
死体洗いのアルバイト - 竹林玲奈・小日向修・馬場耕造
限界への挑戦 - 小日向修・高柳稔

千葉県
学校であった怖い噂
主な登場人物：各都道府県在住の人々
全国から寄せられた怖い話のメールを読むことでストーリーが展開し、壁新聞を作ることができる。新聞には7話掲載でき、組み合わせによりエンディングが変化する。

東京都
アルバイト男の事情・アルバイト男の事情・ファミ通補完計画・九段の悪夢・オンラインゲームの悪夢・白昼の悪夢・ハガキの悪夢・犯人は誰だ！・地底霊界・人面犬
主な登場人物：小日向修
楽観的で甘すぎる考えの20歳大学生・小日向修が主人公のストーリー。様々なシナリオへと分岐する基点となるシナリオでもある。仕様により完全クリアができなくなっている。

神奈川県
奇声・来訪者
主な登場人物
奇声 - 荒田尚也と友人（小日向修、佐藤康文、繁野碧、竹林玲奈の4人）
来訪者 - 荒田尚也・鯖徒瑠陀吏雄
奇声 - 夜、奇妙な声が聞こえる。
来訪者 - 妙なアルバイト

新潟県
心霊写真・都市伝説家族 どんち池編・ある写真家の記録 どんち池封印編
主な登場人物：庄田明美・梶取留香・工藤誠人・小沼真希・箕澄雄大
高校2年生の庄田明美が主人公のストーリー。様々なシナリオへと分岐する基点となるシナリオでもある。

富山県
肝試し・頭川トンネル
主な登場人物：倉崎亮太・重沢勝平・田丸直樹・萩中帯善・荒井昭二・岡沢真紀
小学生の重沢勝平が主人公のストーリー。様々なシナリオへと分岐する基点となるシナリオでもある。

石川県
おいで、おいで
主な登場人物：小柳美輪・八島三四郎
小柳美輪が主人公のストーリー。

福井県
仮面夫婦・嫁威肉付面
主な登場人物：神田提造・加藤雅春・加藤里美・倉永輝夫・高柳稔・津蛾亀人・鏑木大吾郎
仮面夫婦 - マンネリ化した夫婦の夫・加藤雅春が主人公のストーリー。
嫁威肉付面 - 鏑木大吾郎の話。

長野県
信州信濃の名物は
主な登場人物：藤森春光
藤森春光の語り。
筒井康隆監修のシナリオ。

山梨県
大作家
本陣の怪異〜秋雄〜・大作家 その二・本陣の怪異〜寿美子〜・大作家 その三・本陣の怪異 利吉・大作家 その三・裏
主な登場人物：バカタール加藤・吉池マリア・三枝美子・丹波正路・鮎川桂・筒井康隆
編集者の吉池マリアが主人公のストーリー。

静岡県
奇石博物館
主な登場人物：富沢日
石にまつわる話。

岐阜県
火葬場の町・煙の世界・猫屋敷
主な登場人物：井川浩司・滝園信也・福沢玲子・江見ゆかり・塚山東太・影野一族・伊藤潤二
高校生の滝園信也が主人公のストーリー。
ホラー漫画家伊藤潤二監修のシナリオ。

愛知県
桃太郎神社
主な登場人物：富沢亜土

三重県
牛鬼の像
主な登場人物：富沢月野

大阪府
大阪トンネル巡り・劇場の恐怖
主な登場人物
大阪トンネル巡り - 富沢木里
劇場の恐怖 - 稲川淳二
大阪トンネル巡り - トンネルにまつわる話。
「大阪には心霊スポットとなっているトンネルが多数ある」と語られるだけで肝心な内容については一切語られず、ストーリーは2、3分程度で終わる。
劇場の恐怖 - 稲川淳二の怖い話。

京都府
京都の噂
主な登場人物：水島祐樹
水島祐樹の話。

滋賀県
虫捕り・三上山の大百足・都市伝説家族 大百足編・ある写真家の記録 三上山編
主な登場人物：倉崎亮太・重沢勝平・箕澄雄大
小学生の倉崎亮太が主人公のストーリー。様々なシナリオへと分岐する基点となるシナリオでもある。

奈良県
土蜘蛛
主な登場人物：駿河谷京一・壁鍬又吾郎
駿河谷京一が主人公のストーリー。

和歌山県
相談
主な登場人物：浅生深美・春日井千春・緒方真菜

兵庫県
水槽・紙芝居のおじさん・件（くだん）
主な登場人物
水槽 - 青山瞬・岸川雛乃
紙芝居のおじさん - 津蛾亀人・井川浩司・江見ゆかり・影野稔・滝園信也・福沢玲子・倉崎亮太・重沢勝平・岸川雛乃・西条しおり・厠田小百合・笹倉真央・塩原恵美・坂上修一・倉田恵美
水槽 - 兄瞬の家の水槽を見に来た妹雛乃。
紙芝居のおじさん・件（くだん） - 子供が集まる。

岡山県
吉備津神社
主な登場人物：富沢火乃
桃太郎のモデルになった吉備津彦命（きびつひこのみこと）が祭られた吉備津神社のお話。

広島県
ヒバゴン
主な登場人物：富沢水貴
富沢水貴の心霊写真自慢で終わる、非常に短いストーリー。

山口県
壇ノ浦
主な登場人物：富沢金花
壇ノ浦の戦いのお話。

島根県
琴ヶ浜海岸
主な登場人物：新堂誠
鳴き砂で有名な琴ヶ浜海岸にまつわる伝説。

鳥取県
サラリーマン山田の冒険・水木しげる記念館・妖怪砂蟲
主な登場人物
サラリーマン山田の冒険 - 神田提造・山田一郎・黒井きらら・水木しげる・吉岡美紀・木村篤敏
水木しげる記念館 - 山田一郎・黒井きらら
妖怪砂蟲 - 山田一郎
サラリーマンの山田が主人公のストーリー。

香川県
布団
主な登場人物：細田友晴・神林成昌・那須留美子
神林成昌が主人公のストーリー。

徳島県
遺産
主な登場人物：神谷慎吾・津蛾鶴人
ひょんなことから遺産相続の話が舞い込んでいく。

愛媛県
血だらけの男・呪われた旅館
主な登場人物
血だらけの男 - 黒井きらら
呪われた旅館 - 稲川淳二
血だらけの男 - 黒井きららの話。
呪われた旅館 - 稲川淳二の怖い話。

高知県
猫の霊・ノツゴ
主な登場人物
猫の霊 - 黒井うらら

福岡県
トンネル・都市伝説家族：旧仲哀トンネル編
主な登場人物
トンネル - 城山一喜・高木宏典・相馬桜子
都市伝説家族 旧仲哀トンネル編 - 高木宏典
度胸試しのため高木宏典は曰くつきのトンネルへ行く。

佐賀県
河童のミイラ
主な登場人物：古間日佳梨
古間日佳梨の話。

長崎県
信愛・真愛・マンドラゴラ・ドリームキャッチャー・サンブラ樹
主な登場人物
信愛 - 島田次郎・天木茜・赤坂義男・裳異土の翁・黒井くらら
真愛 - 天木茜・島田次郎・相良澄江
マンドラゴラ - 島田次郎・黒井くらら
ドリームキャッチャー - 島田次郎・裳異土の翁
サンブラ樹 - 島田次郎・天木茜・裳異土の翁・赤坂義男。
花屋の島田次郎が主人公のストーリー。

大分県
地獄極楽
主な登場人物：城ノ内昌道・木村篤敏
城ノ内昌道の話。

熊本県
熊本怪奇名所巡り
主な登場人物：風間望
熊本県の有名な怪奇名所をご案内。

宮崎県
モイドン
主な登場人物：裳異土の翁
裳異土の翁の話。
宮崎県の話だが、話のほとんどは鹿児島県の話ばかりである。

鹿児島県
幽霊ホテル・エレベーター・都市伝説家族 イッシー編・ホッピングばばぁ・鹿児島観光ホテル
主な登場人物：神田提造・水瀬亜理紗・黒井うらら・箕澄雄大・天木茜・安堂美紅・大竹晋太郎・塩原恵美・笹倉真央・厠田小百合
会社の営業で来た神田提造が主人公のストーリー。様々なシナリオへと分岐する基点となるシナリオでもある。

沖縄県
花見
主な登場人物：黒井くらら
ルー大柴のような英語交じり口調の黒井くららが主人公のストーリー。

## 声の出演
- 富沢七姉妹（日、亜土、月野、木里、火乃、水貴、金花） - 野川さくら
- 江藤朋子 - 井ノ上奈々
- 森井 幸雄、津蛾 亀人 - 立花十四朗
- 柿本秀治、萩中帯善 - 尾崎淳
- 裳異土の翁、多田羅 善兵衛 - 植木亨
- 風間望 - 鈴木裕斗
- エミリ - 千晶まひろ
- ナレーション - 麦人

その他
- 植木誠
- 福井慶子
- 村井真里
- 吉田沙織
- 川島如恵留
- 岡駿斗
- 畠山康裕
- 金井則行
- 中畠綾香
- 本間敬子
- 榎元丈司
- 石田智美

## 音楽

### 主題歌・挿入歌
「四八 メインテーマ」
- 作曲・編曲：鈴木克崇 / ヴァイオリン：渡辺美貴、スキャット：石橋美沙子

「四八 童歌」
- 作詞：石橋美沙子 / 作曲・編曲：鈴木克崇 / ヴァイオリン：渡辺美貴

「四八 ラウンジジャズ」
- 作曲：鈴木克崇 / 編曲：ハクエイキム / ピアノ：ハクエイキム、テナーサクソフォーン：日比野則彦

「四八 ディキシー」
- 作曲：鈴木克崇 / 編曲：松本安生 / ドラムス：松本安生、ウッドベース：境野慎一郎、ローズピアノ：柳隼一、トロンボーン：湯浅佳代子、クラリネット：高野猶幸

## 制作スタッフ
- 脚本・企画・原作：飯島多紀哉
- 企画：印内紀美
- 企画サポート：吉岡聖乃、中島傑
- メインプログラム：木村武晴
- プログラムサポート：伊藤直純
- アートディレクション：鈴木大幸
- グラフィック：門野哲也、高林友李恵、林直人、田井隆彦、内野陽介、米近貴生、草嶋一、中野幸一
- スクリプト：吉岡聖乃、中島傑、落合祐介、鈴木貴博、大久保則雄、山田朋一
- 演出サポート：久末律子
- 脚本補佐：かなやみなこ、季田依子
- コーディネート協力：村田裕（インターインター有限会社）
- 人物スチール撮影：
  - 岡野正一写真事務所 
    - 岡野正一、小川賢一郎、坪田彩、深田勉
- 稲川怪談ムービー撮影： 
  - 株式会社ジャパンライムエイド 
    - 小原一夫、武田敏和、岩田泰裕、福永遼太
- ボイスレコーディングディレクター：名越聡
- ボイスレコーディングエンジニア：海沢剛
- キャスティングディレクター：リアル鈴木
- ボイス制作デスク：金田梨英
- ボイスレコーディング協力スタッフ：近藤和俊（ドワンゴクリエイティブスクール）、小倉美紀（株式会社ムーブマン）
- サウンド： 
  - In Game Music 
    - 鈴木克崇、ハクエイキム
- 監督：土生貴博
- プロデュース：石川肇

## 評価
『ファミ通』のクロスレビューの点数は7/6/7/6、『電撃PlayStation』のバイヤーズガイドでは歴代最低のD評価を受けた。
飯島本人も完成度の低さを認める発言をしており、大学の論文でも題材にされた。
クソゲーオブザイヤーでは2007年据置機部門大賞を受賞し、その運営方針ならびにクソゲーという言葉の定義もあらためて見返すことになるほどの余波を残し、KOTYスレが主観主義から客観主義へと変動する契機となった。
後に、一般的にクソゲーと呼ばれるゲームへの挑戦を始めたお笑い芸人の陣内智則が本作を実況配信でプレイ。その後、本作をモチーフとしたコントとして、『四八（陣）』というパロディゲームをプレイするネタを披露した。陣内は配信内にて、本ゲームをお笑い養成所などでツッコミの練習教材として用いることができる可能性を指摘している。